# Sam Dekker
Samuel Thomas Dekker, detto Sam (Sheboygan, 6 maggio 1994), è un cestista statunitense.

## Carriera

### NBA (2015-2021)

#### Houston Rockets (2015-2017)
È stato chiamato dagli Houston Rockets con la 18ª scelta assoluta nel Draft NBA 2015. Tuttavia la sua stagione da rookie fu molto sfortunata in quanto lui a causa di un infortunio alla schiena giocò poco. Durante la stagione venne assegnato in D-League ai Rio Grande Valley Vipers. In tutto Dekker con i Rockets disputò 3 partite in regular season e nessuna nei playoffs.
Nella seconda stagione con i Rockets Dekker, oltre al fatto di non avere più avuto problemi fisici, riuscì a trovare maggiore continuità, giocando spesso e diventando una pedina importante per il coach dei razzi Mike D'Antoni, che tra l'altro nel corso della pre-season elogiò Dekker (in ottobre). Il 15 dicembre 2016 segnò il proprio career-high points nella gara vinta in modo schiacciante col punteggio di 132-98 in casa contro i Sacramento Kings, mettendo a segno 19 punti.
Nei play-off ebbe un minutaggio inferiore rispetto alla stagione regolare dato che giocò 5 delle 11 partite della squadra texana che dopo aver eliminato in 5 gare gli Oklahoma City Thunder di Russell Westbrook, uscì al secondo turno per mano dei San Antonio Spurs.

#### Los Angeles Clippers (2017-2018)
Il 29 giugno 2017 venne ceduto dagli Houston Rockets ai Los Angeles Clippers nello scambio che portò Chris Paul a vestire i colori dei Rockets. Ai Clippers giocò molto e anche in questo caso in uscita dalla panchina.

#### Cleveland Cavaliers (2018)

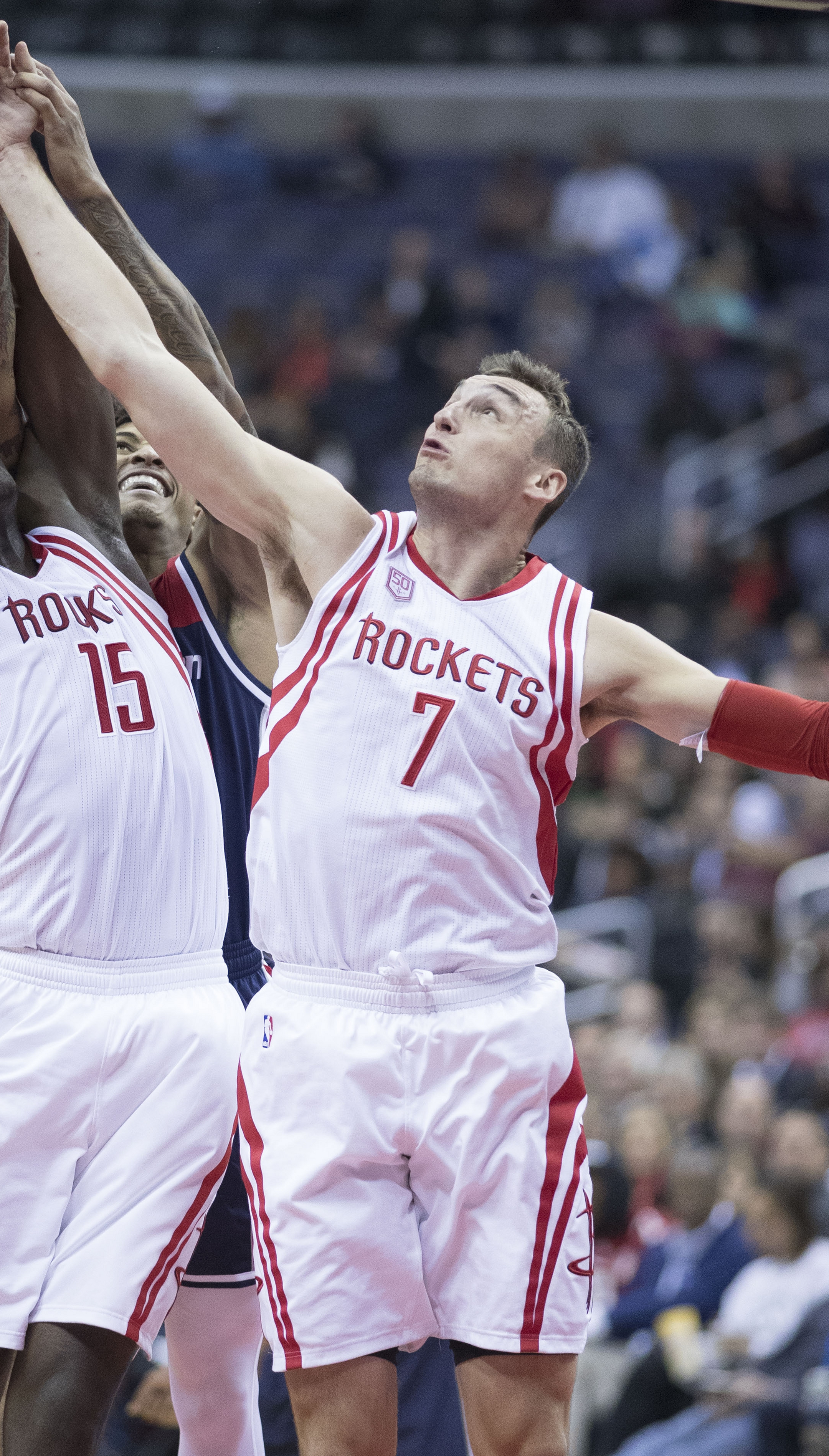
Dekker a rimbalzo

Il 7 agosto 2018 cambiò nuovamente squadra in quanto venne ceduto via trade ai Cleveland Cavaliers.
A Cleveland giocò come ala piccola titolare prima di infortunarsi nuovamente durante la stagione alla caviglia sinistra.

#### Washington Wizards (2018-2019)
L'8 dicembre 2018 passò via trade (a tre squadre che coinvolse anche i Milwaukee Bucks) agli Washington Wizards.

## Statistiche

### NCAA
| Anno      | Squadra           | PG  | PT | MP   | TC%  | 3P%  | TL%  | RP  | AP  | PRP | SP  | PP   |
| --------- | ----------------- | --- | -- | ---- | ---- | ---- | ---- | --- | --- | --- | --- | ---- |
| 2012-2013 | Wisconsin Badgers | 35  | 3  | 22,3 | 47,6 | 39,1 | 69,0 | 3,4 | 1,3 | 0,7 | 0,4 | 9,6  |
| 2013-2014 | Wisconsin Badgers | 38  | 38 | 29,8 | 46,9 | 32,6 | 68,6 | 6,1 | 1,4 | 0,8 | 0,6 | 12,4 |
| 2014-2015 | Wisconsin Badgers | 40  | 40 | 31,0 | 52,5 | 33,1 | 70,8 | 5,5 | 1,2 | 0,5 | 0,5 | 13,9 |
| Carriera  | Carriera          | 113 | 81 | 27,9 | 49,3 | 34,8 | 69,5 | 5,0 | 1,3 | 0,6 | 0,5 | 12,1 |

#### Massimi in carriera
- Massimo di punti: 27 vs Arizona (28 marzo 2015)[11]
- Massimo di rimbalzi: 12 vs West Virginia (27 novembre 2013)
- Massimo di assist: 6 (2 volte)
- Massimo di palle rubate: 3 (4 volte)
- Massimo di stoppate: 3 (2 volte)
- Massimo di minuti giocati: 39 vs Michigan State (15 marzo 2015)

### NBA

#### Regular Season
| Anno      | Squadra             | PG  | PT | MP   | TC%  | 3P%  | TL%  | RP  | AP  | PRP | SP  | PP  |
| --------- | ------------------- | --- | -- | ---- | ---- | ---- | ---- | --- | --- | --- | --- | --- |
| 2015-2016 | Houston Rockets     | 3   | 0  | 2,0  | 0,0  | 0,0  | -    | 0,3 | 0,0 | 0,3 | 0,0 | 0,0 |
| 2016-2017 | Houston Rockets     | 77  | 2  | 18,4 | 47,3 | 32,1 | 55,9 | 3,7 | 1,0 | 0,5 | 0,3 | 6,5 |
| 2017-2018 | L.A. Clippers       | 73  | 1  | 12,1 | 49,4 | 16,7 | 66,1 | 2,4 | 0,5 | 0,3 | 0,1 | 4,2 |
| 2018-2019 | Cleveland Cavaliers | 9   | 5  | 18,8 | 45,8 | 38,5 | 80,0 | 3,7 | 1,0 | 1,2 | 0,0 | 6,3 |
| 2018-2019 | Wash. Wizards       | 38  | 0  | 16,3 | 47,1 | 28,6 | 55,6 | 3,0 | 1,0 | 0,7 | 0,2 | 6,1 |
| 2021-2022 | Toronto Raptors     | 1   | 0  | 1,0  | -    | -    | -    | 0,0 | 0,0 | 0,0 | 0,0 | 0,0 |
| Carriera  | Carriera            | 201 | 8  | 15,4 | 47,8 | 28,8 | 60,6 | 3,0 | 0,8 | 0,5 | 0,2 | 5,4 |

#### Play-off
| Anno     | Squadra         | PG | PT | MP  | TC%  | 3P%  | TL% | RP  | AP  | PRP | SP  | PP  |
| -------- | --------------- | -- | -- | --- | ---- | ---- | --- | --- | --- | --- | --- | --- |
| 2017     | Houston Rockets | 4  | 0  | 7,8 | 25,0 | 50,0 | -   | 2,5 | 0,3 | 0,3 | 0,3 | 2,3 |
| Carriera | Carriera        | 4  | 0  | 7,8 | 25,0 | 50,0 | -   | 2,5 | 0,3 | 0,3 | 0,3 | 2,3 |

#### Massimi in carriera
- Massimo di punti: 30 vs Memphis Grizzlies (21 gennaio 2017)[12]
- Massimo di rimbalzi: 11 vs Dallas Mavericks (27 dicembre 2016)
- Massimo di assist: 4 (5 volte)
- Massimo di palle rubate: 3 (5 volte)
- Massimo di stoppate: 2 (3 volte)
- Massimo di minuti giocati: 35 vs Memphis Grizzlies (21 gennaio 2017)

### Eurocup
| Anno      | Squadra          | PG | PT | MP   | TC%  | 3P%  | TL%  | RP  | AP  | PRP | SP  | PP   |
| --------- | ---------------- | -- | -- | ---- | ---- | ---- | ---- | --- | --- | --- | --- | ---- |
| 2019-2020 | Lokomotiv Kuban' | 10 | 8  | 27,0 | 56,4 | 30,3 | 78,9 | 5,3 | 1,5 | 0,9 | 0,4 | 13,1 |
| 2022-2023 | London Lions     | 16 | 16 | 30,8 | 52,8 | 26,2 | 67,7 | 5,6 | 2,9 | 1,2 | 0,4 | 18,2 |
| 2023-2024 | London Lions     | 11 | 4  | 21,5 | 47,0 | 35,6 | 76,9 | 4,5 | 1,4 | 0,7 | 0,3 | 11,8 |
| Carriera  | Carriera         | 37 | 28 | 27,0 | 52,2 | 29,7 | 71,8 | 5,2 | 2,1 | 1,0 | 0,4 | 14,9 |

## Palmarès

### Squadra
- British Basketball League: 1

London Lions: 2023-2024
- FIBA Europe Cup: 1

Bahçeşehir: 2021-2022

### Individuale
- All-Eurocup Second Team: 1

London Lions: 2022-23